# Laleli-Moschee

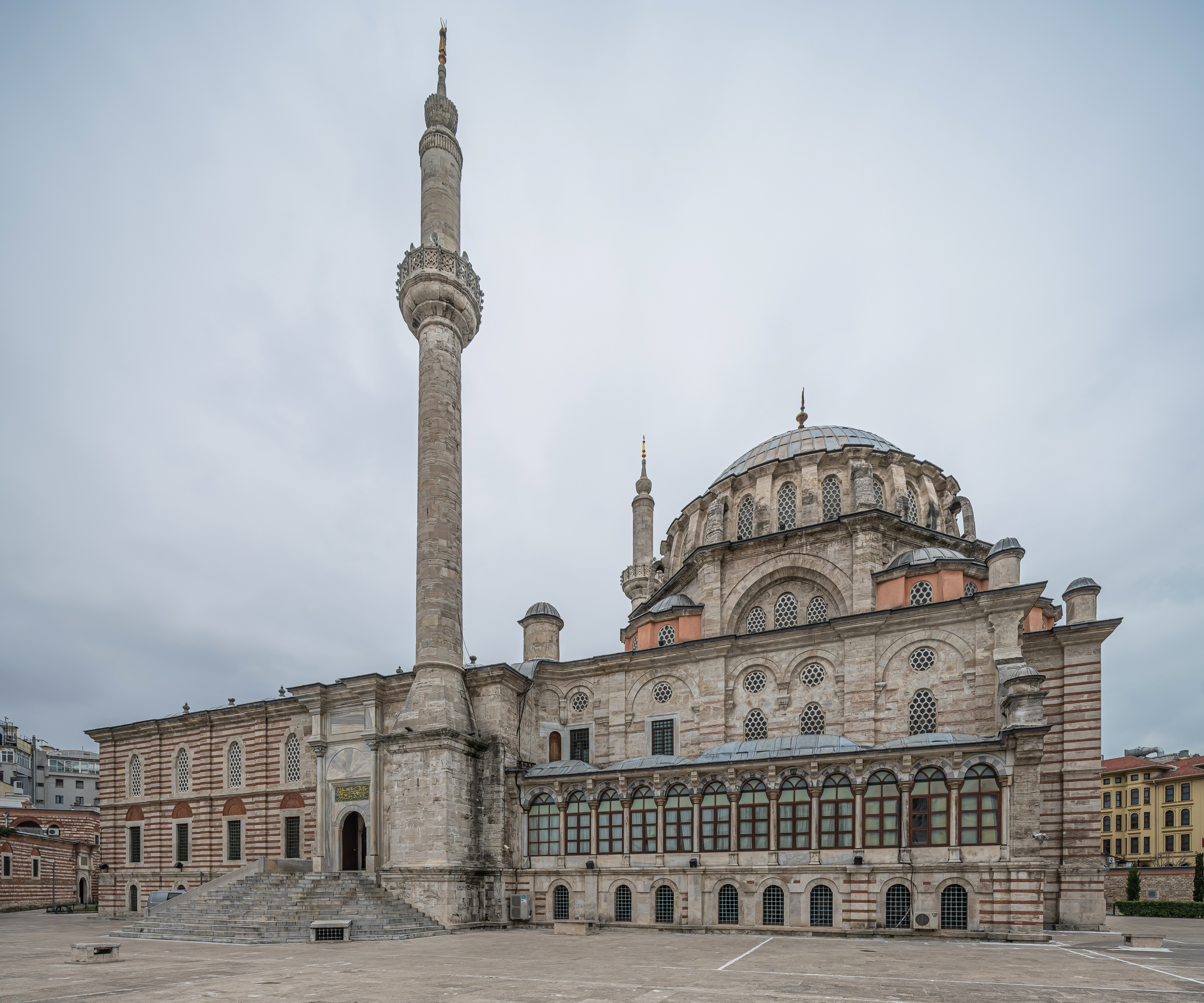
Laleli-Moschee

Die Laleli-Moschee, auch Tulpenmoschee (türkisch Laleli Camii; lâle = Tulpe) genannt, gilt als eine der interessantesten osmanischen Barockmoscheen in Istanbul. Sie befindet sich im Zentrum der historischen Altstadt, westlich des Großen Basares im Stadtteil Laleli zwischen Beyazıt und Aksaray. Moschee und Stadtteil wurden möglicherweise nach dem lokalen Heiligen Laleli Baba benannt, dessen Grabmal in der Nähe der Moschee lag.
Die Laleli-Moschee wurde zwischen 1759/60 und 1763 im Auftrag des Sultans Mustafa III. im Stile des Osmanischen Barocks wahrscheinlich von Mehmed Tahir Ağa errichtet. Sie wurde bereits drei Jahre nach ihrer Vollendung bei einem Erdbeben beschädigt, die Restauration wurde nach einem Feuer 1783 abgeschlossen – wie die Türinschrift belegt.

## Architektur und Ausstattung
Die Moschee ist auf unterirdischen Substruktionen gebaut und ruht dabei auf acht mächtigen Pfeilern, die einen Brunnenhof umgeben. Auf diesen Pfeilern ruhen die acht Barockpfeiler im Inneren der Moschee. Heute befindet sich ein Basar in den kühlen unterirdischen Galerien. Von der weiten Terrasse führen monumentale Treppen zu den erhöhten Eingängen. Die Terrasse wird durch eine Rampe mit der Divan Yolu verbunden, so dass der Sultan seine Moschee mit dem Pferd erreichen konnte. Außen gliedern in der unteren Hälfte Ziegelbänder den steinernen Bau, der von zwei Minaretten flankiert wird. Der schmale Innenhof ist längsrechteckig und mit einem reizvollen Brunnen versehen.

Die Kuppel der Laleli-Moschee erreicht einen Durchmesser von 12,50 m und eine lichte Höhe von 24,50 m. Der Innenraum stellt eine Variation des Acht-Pfeiler-Moscheetypus der Selimiye in Edirne dar. Ein direkteres Vorbild kann man in der Nişancı-Mehmet-Pascha-Moschee von 1584 erkennen. Die Ecken des die Kuppel stützenden Oktogons werden durch Halbkuppeln unterfangen, auf der Kiblawand springt apsisartig eine ebenfalls durch eine Halbkuppel bekrönte Raumeinheit hervor. Im Innenraum werfen mehr als 100 längliche, zum Teil mit Edelsteinen geschmückte Ornamentglasfenster ein buntes Licht auf die mehrfarbigen Porphyrwände. Dadurch erhalten die in gelb, rot, blaugrau und in weiteren Farben gehaltenen Marmorwände eine Heiterkeit, die seit der Tulpenzeit den Geist der Architektur erfasste. Zur Farbigkeit tragen auch die Tafeln und Medaillons der westlichen Wand bei, wo in Pietra-dura- und Opus-sectile-Technik nicht nur seltene Marmorsorten verwendet wurden, sondern auch Schmucksteine wie Lapislazuli, Onyx oder Jaspis zur Anwendung kamen. Passend dazu finden sich edle Marmorsorten in dem kostbaren Mihrab (Gebetsnische) und Mimbar (Freitagskanzel).

## Teil einer Külliye
Diese Sultansmoschee war Zentrum einer Külliye (Baukomplex), zu der neben der Moschee auch eine Medrese (zerstört), eine Armenküche (İmaret), ein Trinkbrunnen (Çeşme), ein Brunnenhaus (Sebil), ein astronomisches Observatorium (Muvakkithane), ein öffentliches Bad (Hamam; zerstört) und eine Karawanserei (Han) sowie mehrere Grabmäler (unter anderem die gemeinsame Türbe des Stifters Mustafa III. und seines Sohnes Selim III.) gehören.

## Galerie

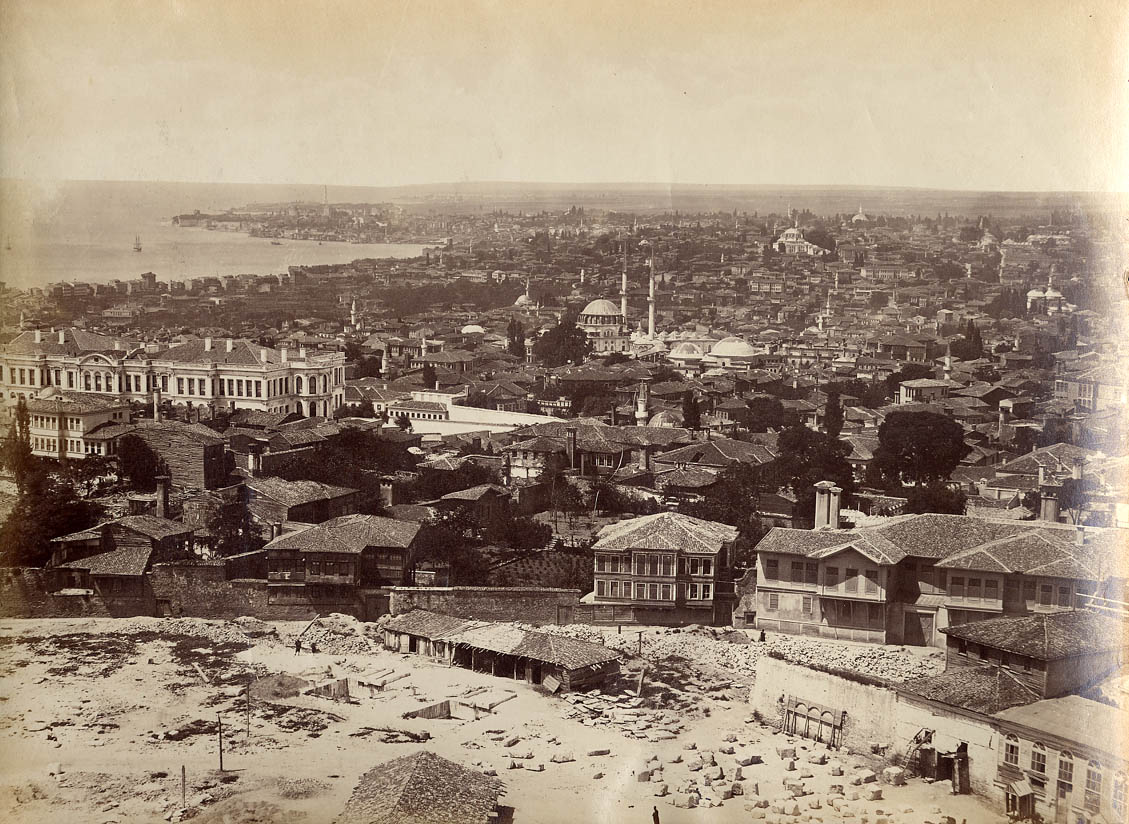
Historisches Panorama, in der Mitte die Laleli-Moschee; von den Abdullah Frères
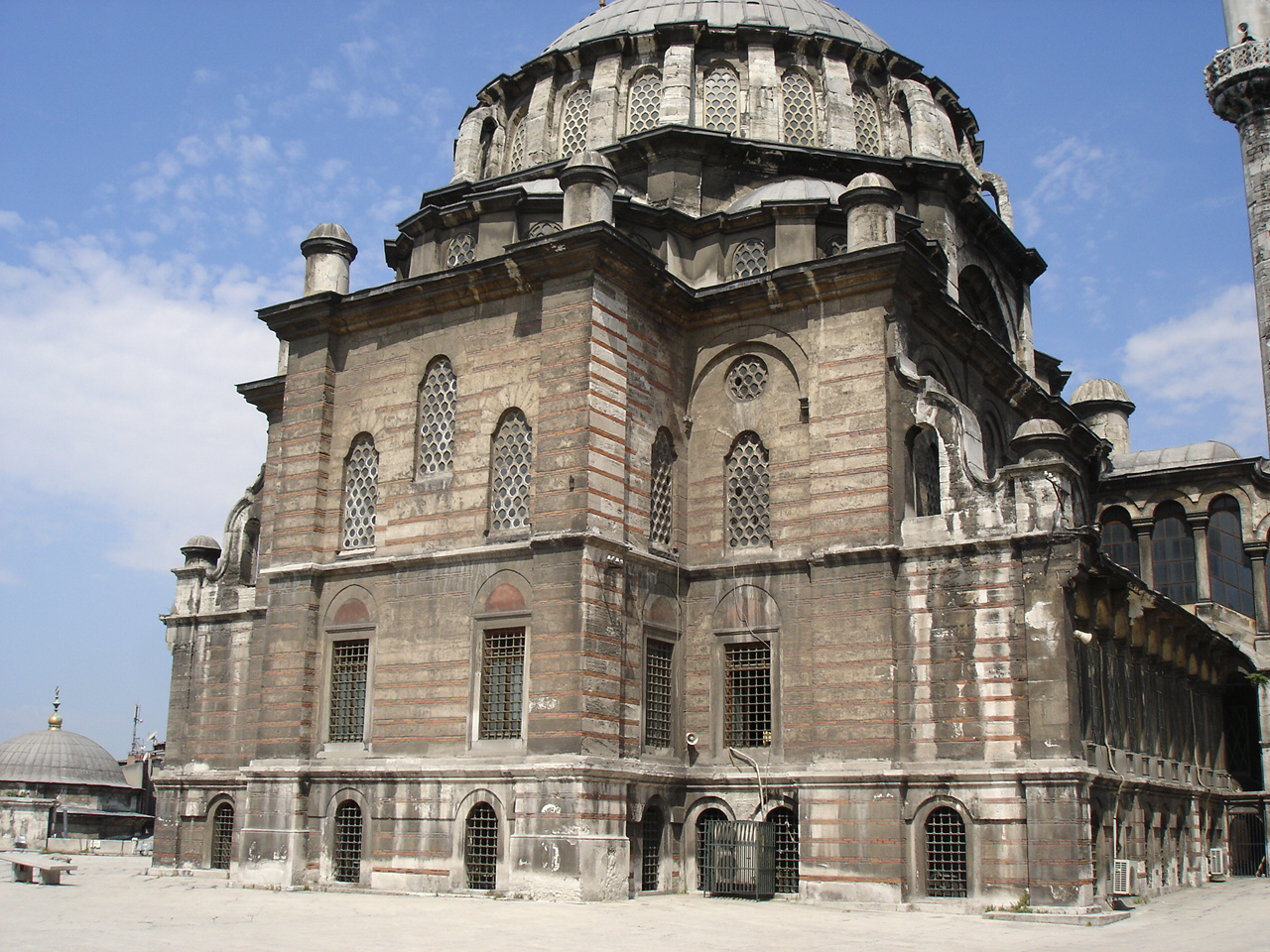
Kiblaseite mit apsisartigem Mihrabkompartiment
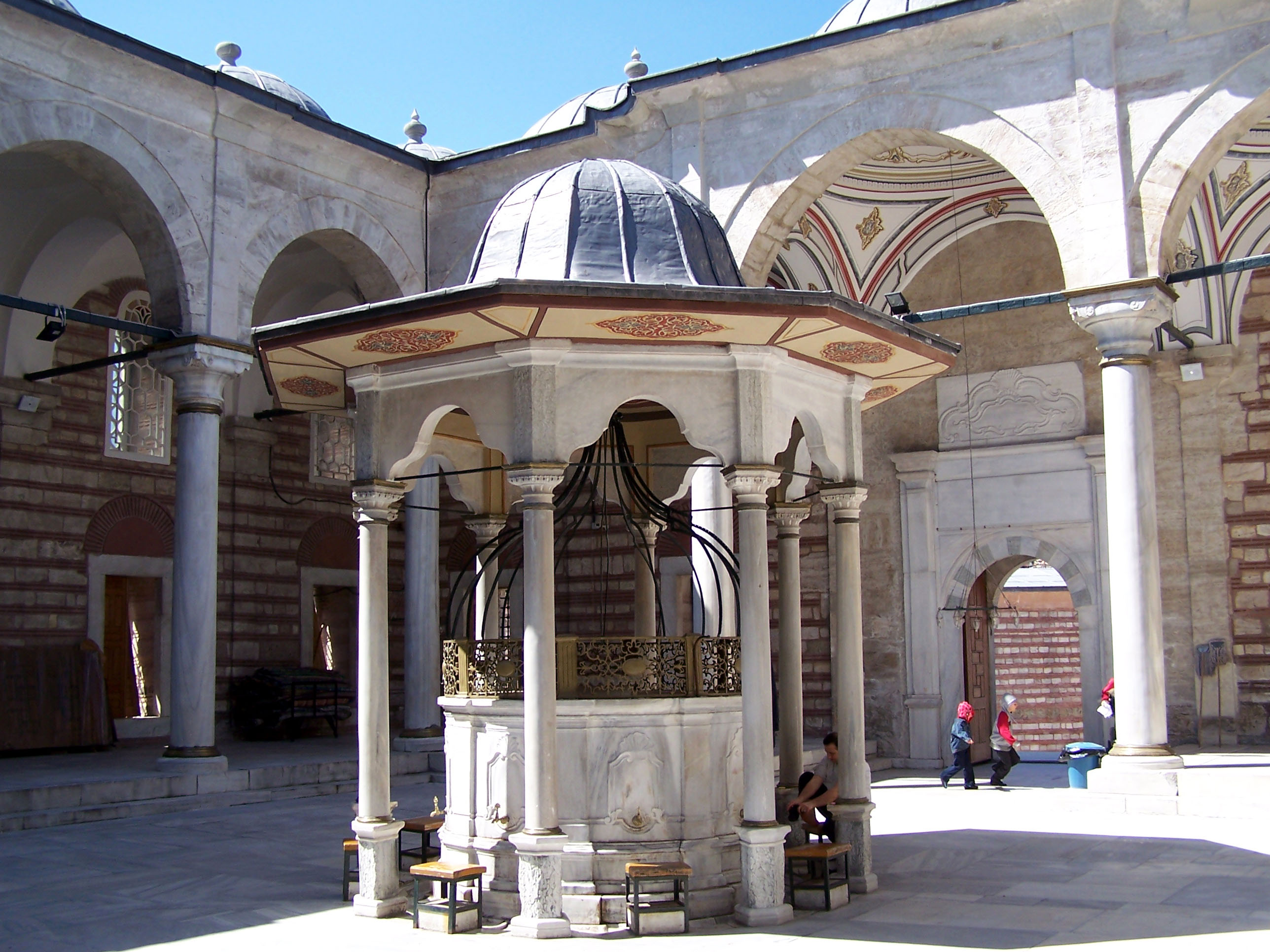
Innenhof mit Reinungsbrunnen
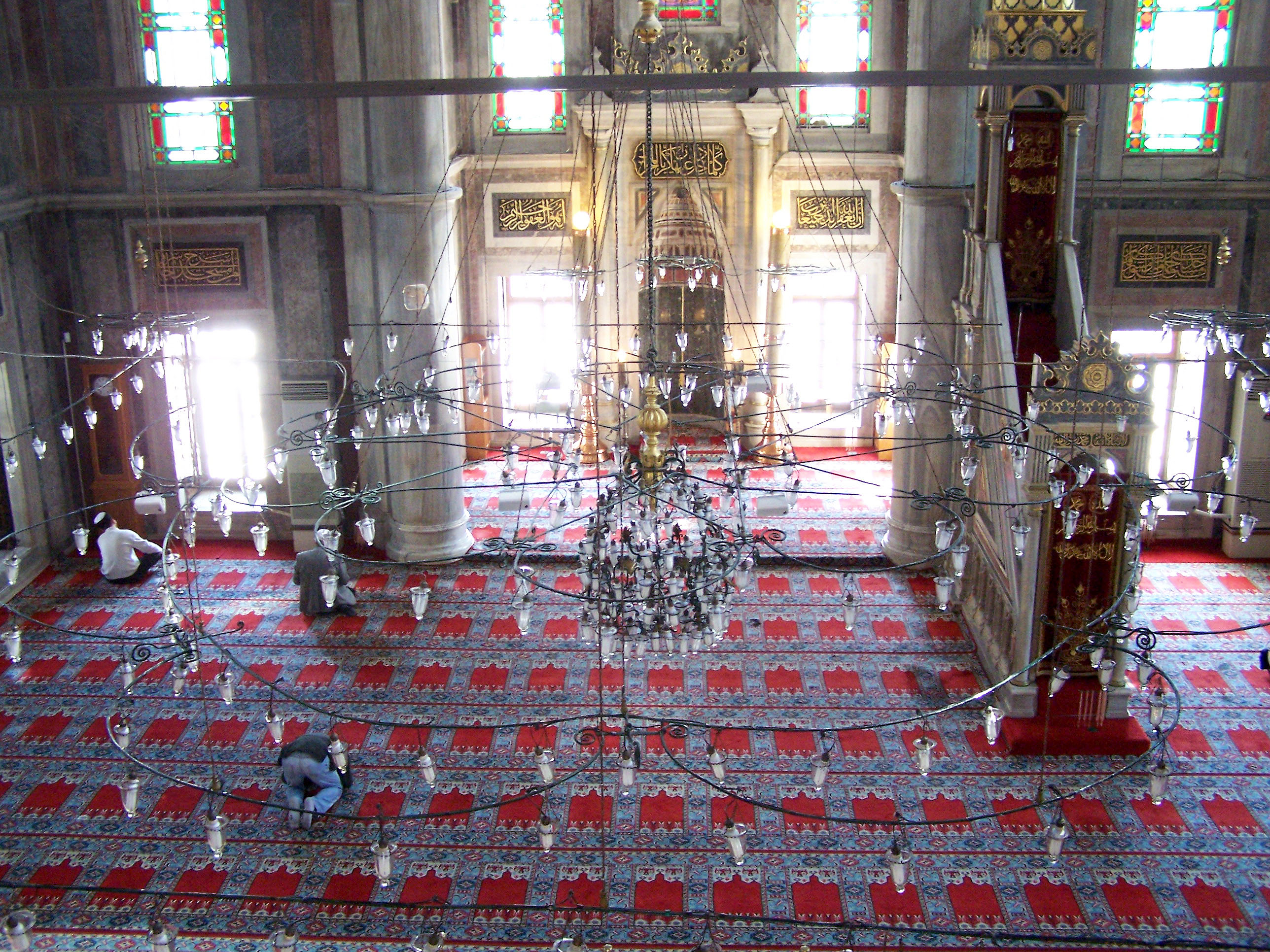
Innenraum mit Mihrab und rechts der Mimbar